# Arne Karlsson
Ernst Arne Karlsson (Örebro, 23 de marzo de 1936) es un deportista sueco que compitió en vela en la clase 5.5 Metre. Es hijo del también regatista Hjalmar Karlsson.
Participó en los Juegos Olímpicos de Tokio 1964, obteniendo una medalla de plata en la clase 5.5 Metre.

## Palmarés internacional
| Juegos Olímpicos | Juegos Olímpicos | Juegos Olímpicos | Juegos Olímpicos |
| Año              | Lugar            | Medalla          | Clase            |
| ---------------- | ---------------- | ---------------- | ---------------- |
| 1964             | Tokio (Japón)    | Medalla de plata | 5.5 Metre        |